# Kopano Matlwa
Kopano Matlwa (Pretoria, 1985) es una médica y escritora sudafricana.
Está considerada como una de las representantes de la llamada "Born Free", generación sudafricana que se hizo adulta en la era posterior al apartheid. En su literatura aborda cuestiones como la raza, la pobreza, el sexismo y la xenofobia.
Con su primera novela, Nuez de coco (Coconut) ganó el Premio de Literatura de la Unión Europea en 2007 y el Premio Wole Soyinka de Literatura en África de 2010.

## Biografía
Se educó en el inglés culto de una escuela Modelo C y apenas puede expresarse en su lengua materna, el sepedi.
Matlwa está influenciada por su juventud al escribir. Tenía nueve o diez años en 1994 cuando Nelson Mandela fue elegido presidente de Sudáfrica, y según contó a la emisora estadounidense NPR lo recuerda como un "momento emocionante": "Éramos la 'Nación del Arco Iris' y una especie de 'niños dorados' de África". Sin embargo, a medida que crecía, señaló que la sensación de esperanza y novedad se redujo a la realidad de un gobierno corrupto. Estudió medicina en Rhodes Scholar en la Universidad de Oxford, periodo durante el cual escribió su primera novela, Coconut.
Posteriormente se instaló en Johannesburgo donde es fundadora y directora ejecutiva de la campaña «Grow Great» contra la malnutrición infantil en Sudáfrica.
Por su práctica en medicina ha sido reconocida por su liderazgo como joven médica en el Panel Medial Interacademies en 2014, clase 2015 de Tutu Fellows, Asistente de Nuevas Voces en Salud Global del Instituto Aspen y cofundadora de Ona Mtoto Wako, una iniciativa para brindar atención médica prenatal a mujeres embarazadas que viven en zonas remotas y rurales del mundo en desarrollo que ganó el Premio Aspen Idea 2015.
Matlwa está considerada como la voz emergente de una nueva generación de escritores y escritoras sudafricanas, que se ocupan de cuestiones como la raza, la pobreza, el sexismo y la xenofobia. Coconut se ha destacado por su análisis de la apariencia de las mujeres, incluido el aspecto político del pelo de las mujeres negras.
En 2018 publicó Florescencia considerada un golpe de realidad enfrentando la xenofobia, el machismo y la superstición, una novela en torno al dolor, la frustración y la impotencia.

## Obras
- Coconut  (Jacana, 2007)[11] Nuez de coco - Ediciones Alpha Decay
- Spilt Milk (Jacana, 2010)[12] Agua pasada - Ediciones Alpha Decay
- Period Pain (Jacana, 2017).[13]
- As Evening Primrose (London: Sceptre, 2017).[14]
- Florescencia, (Alpha Decay, 2018)[15] - Ediciones Alpha Decay

## Premios y reconocimientos
- Premio de Literatura de la Unión Europea 2007
- Premio Wole Soyinka de Literatura en África 2010